# Milan Michálek
Milan Michálek, född 7 december 1984 i Jindřichův Hradec, Tjeckoslovakien, är en tjeckisk professionell ishockeyspelare som spelar för Toronto Maple Leafs i National Hockey League (NHL). Han har tidigare spelat på NHL-nivå för San Jose Sharks och Ottawa Senators och på lägre nivåer för Cleveland Barons i American Hockey League (AHL) och HC České Budějovice i Extraliga.
Michálek draftades i första rundan som 6:e spelare totalt i 2003 års NHL-draft. Han har tidigare spelat för San Jose Sharks. Hans bästa säsong rent poängmässigt är från 2006–07 då han noterades för 26 mål och 66 poäng på 78 matcher. Michálek har även en bror, Zbyněk Michálek, som är en professionell ishockeyspelare i Arizona Coyotes.

## Statistik
| Källa: Uppdaterad: 2016-06-09 | Källa: Uppdaterad: 2016-06-09    | Källa: Uppdaterad: 2016-06-09    |                                  | Grundserie                       | Grundserie                       | Grundserie                       | Grundserie                       | Grundserie                       |                                  | Slutspel                         | Slutspel                         | Slutspel                         | Slutspel                         | Slutspel                         |
| Säsong                        | Lag                              | Liga                             | Matcher                          | Mål                              | Assists                          | Poäng                            | Utv                              | Matcher                          | Mål                              | Assists                          | Poäng                            | Utv                              |                                  |                                  |
| ----------------------------- | -------------------------------- | -------------------------------- | -------------------------------- | -------------------------------- | -------------------------------- | -------------------------------- | -------------------------------- | -------------------------------- | -------------------------------- | -------------------------------- | -------------------------------- | -------------------------------- | -------------------------------- | -------------------------------- |
| 2000–2001                     | HC České Budějovice              | Extraliga                        | 5                                | 0                                | 0                                | 0                                | 0                                | —                                | —                                | —                                | —                                | —                                |                                  |                                  |
| 2001–2002                     | HC České Budějovice              | Extraliga                        | 47                               | 6                                | 11                               | 17                               | 12                               | —                                | —                                | —                                | —                                | —                                |                                  |                                  |
| 2002–2003                     | HC České Budějovice              | Extraliga                        | 46                               | 5                                | 8                                | 14                               | 4                                | 1                                | 0                                | 1                                | 2                                |                                  |                                  |                                  |
| 2003–2004                     | San Jose Sharks                  | NHL                              | 2                                | 1                                | 0                                | 1                                | 4                                | —                                | —                                | —                                | —                                | —                                |                                  |                                  |
|                               | Cleveland Barons                 | AHL                              | 7                                | 2                                | 2                                | 4                                | 4                                | —                                | —                                | —                                | —                                | —                                |                                  |                                  |
| 2004–2005                     | Spelade ej på grund av knäskada. | Spelade ej på grund av knäskada. | Spelade ej på grund av knäskada. | Spelade ej på grund av knäskada. | Spelade ej på grund av knäskada. | Spelade ej på grund av knäskada. | Spelade ej på grund av knäskada. | Spelade ej på grund av knäskada. | Spelade ej på grund av knäskada. | Spelade ej på grund av knäskada. | Spelade ej på grund av knäskada. | Spelade ej på grund av knäskada. | Spelade ej på grund av knäskada. | Spelade ej på grund av knäskada. |
| 2005–2006                     | San Jose Sharks                  | NHL                              | 81                               | 17                               | 18                               | 35                               | 45                               | 9                                | 1                                | 4                                | 5                                | 8                                |                                  |                                  |
| 2006–2007                     | San Jose Sharks                  | NHL                              | 78                               | 26                               | 40                               | 66                               | 36                               | 11                               | 4                                | 2                                | 6                                | 4                                |                                  |                                  |
| 2007–2008                     | San Jose Sharks                  | NHL                              | 79                               | 24                               | 31                               | 55                               | 47                               | 13                               | 4                                | 0                                | 4                                | 4                                |                                  |                                  |
| 2008–2009                     | San Jose Sharks                  | NHL                              | 77                               | 23                               | 34                               | 57                               | 52                               | 6                                | 1                                | 0                                | 1                                | 2                                |                                  |                                  |
| 2009–2010                     | Ottawa Senators                  | NHL                              | 66                               | 22                               | 12                               | 34                               | 18                               | 1                                | 0                                | 0                                | 0                                | 0                                |                                  |                                  |
| 2010–2011                     | Ottawa Senators                  | NHL                              | 66                               | 18                               | 15                               | 33                               | 49                               | —                                | —                                | —                                | —                                | —                                |                                  |                                  |
| 2011–2012                     | Ottawa Senators                  | NHL                              | 77                               | 35                               | 25                               | 60                               | 32                               | 7                                | 1                                | 1                                | 2                                | 4                                |                                  |                                  |
| 2012–2013                     | Ottawa Senators                  | NHL                              | 23                               | 4                                | 10                               | 14                               | 17                               | 10                               | 3                                | 2                                | 5                                | 2                                |                                  |                                  |
|                               | HC České Budějovice              | Extraliga                        | 21                               | 11                               | 24                               | 26                               | —                                | —                                | —                                | —                                | —                                |                                  |                                  |                                  |
| 2013–2014                     | Ottawa Senators                  | NHL                              | 82                               | 17                               | 22                               | 39                               | 41                               | —                                | —                                | —                                | —                                | —                                |                                  |                                  |
| 2014–2015                     | Ottawa Senators                  | NHL                              | 66                               | 13                               | 21                               | 34                               | 33                               | —                                | —                                | —                                | —                                | —                                |                                  |                                  |
| 2015–2016                     | Ottawa Senators                  | NHL                              | 32                               | 6                                | 4                                | 10                               | 12                               | —                                | —                                | —                                | —                                | —                                |                                  |                                  |
|                               | Toronto Maple Leafs              | NHL                              | 13                               | 1                                | 5                                | 6                                | 6                                | —                                | —                                | —                                | —                                | —                                |                                  |                                  |
| NHL totalt                    | NHL totalt                       | NHL totalt                       | 742                              | 207                              | 237                              | 444                              | 392                              | 63                               | 15                               | 9                                | 24                               | 28                               |                                  |                                  |
| AHL totalt                    | AHL totalt                       | AHL totalt                       | 7                                | 2                                | 2                                | 4                                | 4                                | —                                | —                                | —                                | —                                | —                                |                                  |                                  |
| Extraliga totalt              | Extraliga totalt                 | Extraliga totalt                 | 119                              | 22                               | 27                               | 49                               | 52                               | 4                                | 1                                | 0                                | 1                                | 2                                |                                  |                                  |